# 松本伊織
松本 伊織（まつもと いおり、1887年〈明治20年〉9月5日 - 1967年〈昭和42年〉9月25日）は、日本の内務官僚。朝鮮総督府官僚。

## 経歴
愛媛県宇摩郡三島村（現在の四国中央市）出身。宮大工彫刻の名手・松本新助の子。1915年（大正4年）、中央大学英法科を卒業し、高等文官試験に合格した。愛知県警視、同丹羽郡長、同愛知郡長を務めた。1923年（大正12年）、朝鮮総督府道理事官に転じ、林野調査委員会事務官、殖産局水産課長、全羅南道内務部長、内務局社会課長、中枢院書記官、慶尚南道内務部長、全羅南道知事を歴任した。
1937年（昭和12年）に退官した後は、朝鮮油脂株式会社社長、油脂統制会理事を務めた。1948年（昭和23年）故郷に戻り、三島高等学校初代PTA会長、三島町民生委員長、愛媛県人事委員会委員長、三島町社会福祉協議会議長、県社会福祉協議会理事、県海外引揚者更生会長を歴任した。